# Safwane Salhi
Pour les articles homonymes, voir Salhi.
Safwane Salhi, né le 30 mai 2001 à Bruxelles, est un trampoliniste marocain. Il possède aussi les nationalités italienne et belge.

## Carrière
Il commence la pratique du trampoline à 8 ans et le pratique en Belgique sous les couleurs de La Vaillante de Tubize et ensuite du Flying Acrobatics Trampoline jusqu'à ses 18 ans. Il remporte plusieurs médailles en Belgique et obtient notamment une première place en trampoline synchronisé lors du Championnat de Belgique en 2019 (il ne porte cependant pas le titre car il n'avait pas encore la nationalité belge).
Il participe à sa première compétition continentale en 2018 aux Championnats d'Afrique 2018 qui se sont déroulés au Caire. Il finit à la 17e place à la suite de deux chutes.
Il obtient la nationalité belge en 2020.
Une fois ses études secondaires terminées, il part en Angleterre pour ses études supérieures et poursuit ses entraînements au club de Liverpool.
Il participe en 2021 aux Championnats d'Afrique au Caire où il obtient la médaille de bronze devenant ainsi le tout premier représentant du Maroc en trampoline individuel à obtenir une médaille.
Il est médaillé d'or en individuel aux Championnats d'Afrique 2023 à Marrakech.